# Franciscus Florius
Franciscus Florius l'Ancien, aussi Francesco Flori (Maastricht ?, probablement vers 1530 - ?, 1588) est un compositeur de l’école franco-flamande. 

## Vie et œuvre
Franciscus est le père de quatre fils qui devinrent, eux aussi, des compositeurs (Frans [Frans Flori le Jeune], Georg, Jacobus et Johannes Flori) et qui étaient actifs aux Pays-Bas, en Allemagne, en Italie et en Espagne. 
À Munich, il obtint un emploi qu'il occupa à partir de 1556 jusqu’à sa mort en 1588, en tant que chanteur, compositeur et écrivain de la cour de Bavière, où Orlando di Lasso dirigeait la chapelle.  Il est difficile de distinguer ses compositions de celles de Francesco Flori (? - 1583), qui était peut-être son fils.
Une chanson à trois voix, Waer machse sijn die alderliefste mijn (Où peut-elle être, ma mignonne), de Franciscus apparaît dans une anthologie de chansons néerlandaise, Dat ierste boeck vanden nieuwe Duijtsche liedekens, publiée à Maastricht en 1554 par Jacob Baethen.

## Sources
- (nl) BONDA, Jan Willem.  De meerstemmige Nederlandse liederen van de vijftiende en zestiende eeuw. Hilversum, Éd. Verloren, 1996  (ISBN 90-6550-545-8), p. 137.
- (de) Die Musik in Geschichte und Gegenwart. Allgemeine Enzyklopädie der Musik, Bärenreiter, 2001.
- (en) The New Grove Dictionary of Music and Musicians, Londres, 2001.